# Sacré-Cœur-Klosterkirche (Wien)

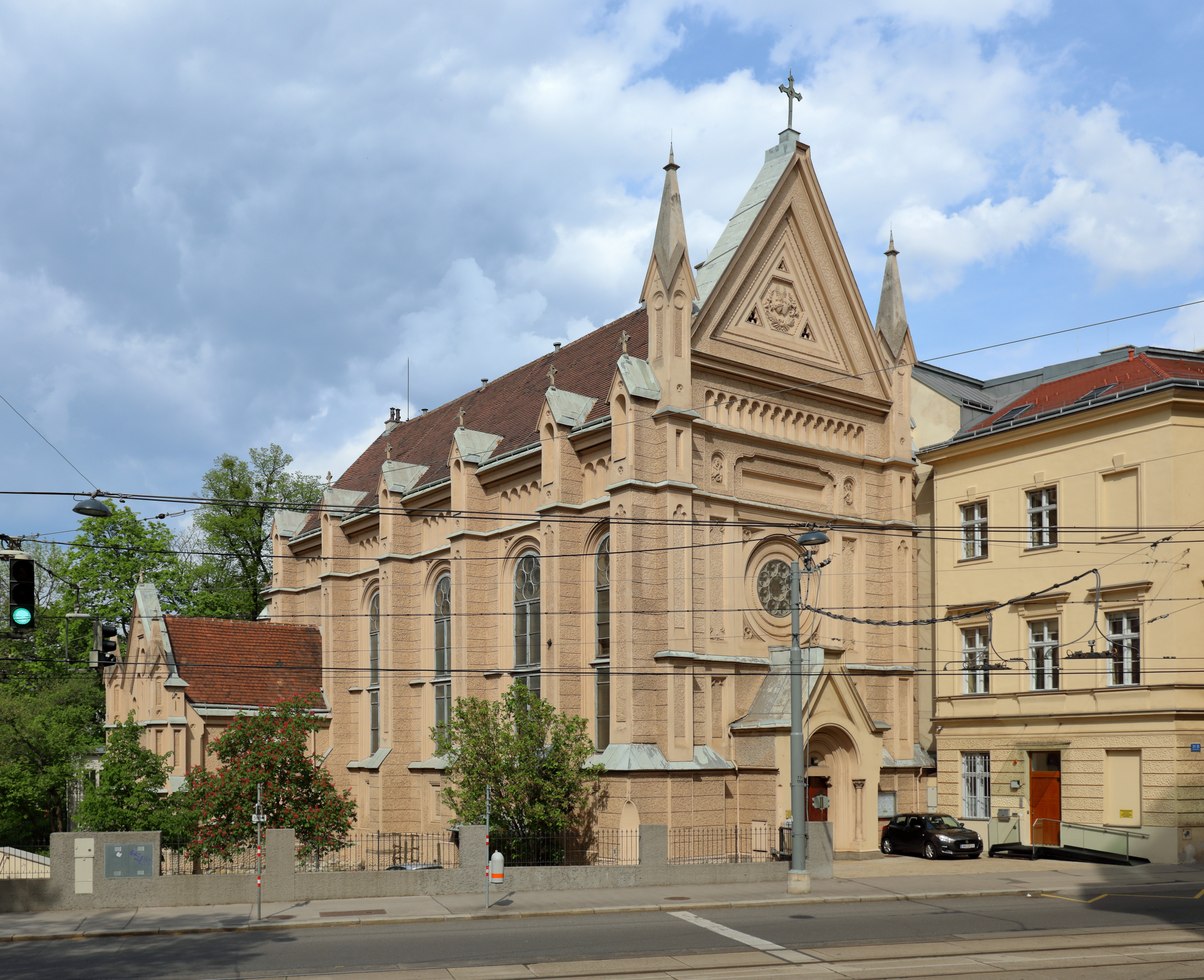
Sacré-Cœur-Kirche in Wien-Landstraße

Die Sacré-Cœur-Klosterkirche der Ordensfrauen vom Heiligsten Herzen ist eine Kirche am Rennweg im 3. Wiener Gemeindebezirk Landstraße. Sie ist dem Heiligen Joseph geweiht und steht unter Denkmalschutz.
Die einschiffige Saalkirche wurde von 1875 bis 1877 von Ferdinand Zehengruber errichtet, der sich an den Formen des Trecento orientierte. Die Fassade mit hohem Dreiecksgiebel und Rundfenster steht schräg zum Rennweg. Die Inneneinrichtung ist neogotisch. Rechts anschließend befinden sich die Kloster- und Schulgebäude der Sacré-Cœur-Kongregation und des Gymnasiums Sacré-Cœur.